# Spitzkopfgrundel
Die Spitzkopfgrundel (Butis butis) ist ein 15 Zentimeter lang werdender Fisch aus der Familie der Butidae. Sie kommt in Brack- und Meerwasser an der Küste des tropischen Indopazifik von Ostafrika über Indien, den Malaiischen Archipel bis zur Nordküste Australiens und Fidschi vor.

## Merkmale

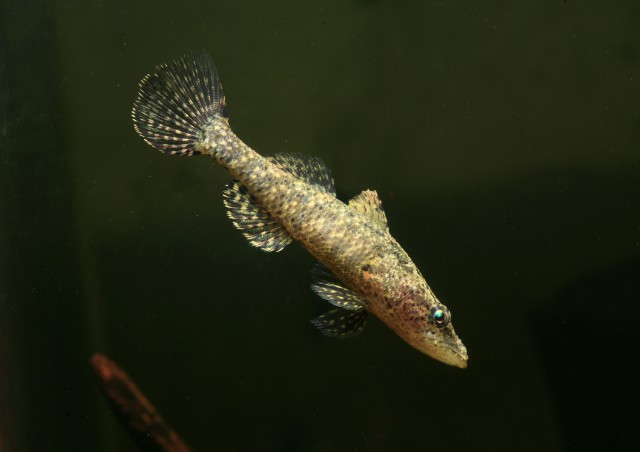
Spitzkopfgrundel

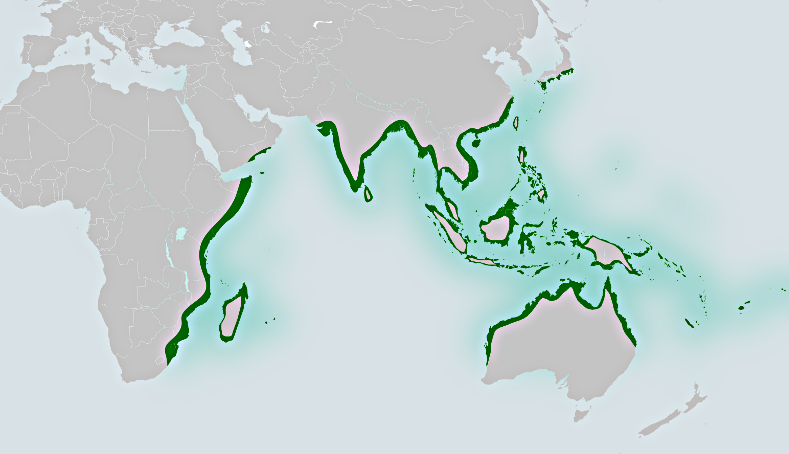
Verbreitungsgebiet

Spitzkopfgrundeln besitzen einen gestreckten, im Querschnitt runden und nur hinten seitlich abgeflachten Körper, einen großen abgeflachten Kopf und ein großes Maul mit vorstehendem Unterkiefer. Der Vorkiemendeckel besitzt keinen Dorn. Je nach Herkunft und Befinden zeigen die Tiere eine unterschiedliche Färbung. Die Grundfarbe ist gelbbraun bis graubraun. Dazu kommen dunkle Längsbänder, unregelmäßige Querbänder, die auch fehlen können, und rötliche oder dunkelbraune Tüpfel. Dunkle Binden reichen vom Auge nach vorn zur Schnauzenspitze und nach hinten zum Kiemendeckel. Die erste, hartstrahlige Rückenflosse ist für gewöhnlich schwärzlich oder grau und zeigt oft rote Spitzen. Die übrigen Flossen sind gelblich bis violett, ihre Flossenstrahlen sind oft rötlich. Die Afterflosse besitzt einen gelben Saum und hat oft silbrige Punkte. Die Brustflossen haben an der Basis einen leuchtend roten, dunkel umrandeten Fleck. Die Schwanzflosse ist schwarz mit einem hellen Außenrand.
- Flossenformel: Dorsale 1 VI, Dorsale 2 I/8; Anale I/8–9; Pectorale 18–21.
- Schuppenformel: mLR 30; QR 9–10, etwa 20 Schuppen vor der ersten Rückenflosse.

## Lebensweise
Die Spitzkopfgrundel lebt in Brack- und Meerwasser in Mangroven, Lagunen und Flussmündungen, normalerweise in Regionen mit mehr oder weniger dichter Vegetation und über schlammigem Bodengrund. Sie meidet reines Süßwasser, ernährt sich von kleinen Fischen und Krebstieren und ist ein Substratlaicher.